# Миошичи
Миошичи (на сръбски: Миошићи) е село в Босна и Херцеговина, разположено в община Пале, в ентитета на Република Сръбска. Населението му според преброяването през 2013 г. е 30 души, от тях: 30 (100 %) сърби.

## Население
Численост на населението според преброяванията през годините:
- 1961 – 188 души
- 1971 – 116 души
- 1981 – 79 души
- 1991 – 50 души
- 2013 – 30 души